# Palais Erthal

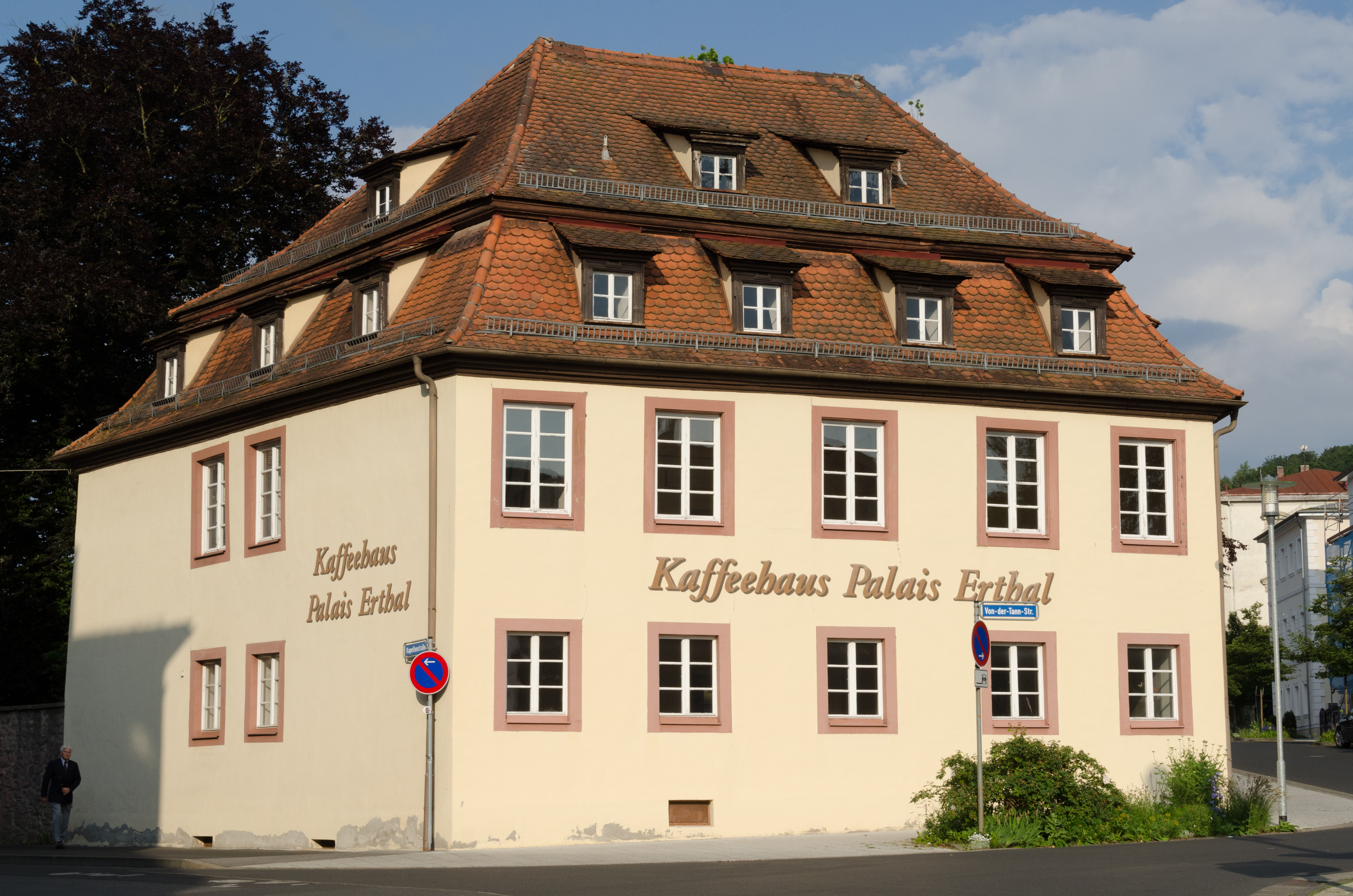
Von-der-Tann-Straße 1 in Bad Kissingen

Das Palais Erthal in der Von-der-Tann-Straße 1 in Bad Kissingen (Unterfranken) gehört zu den Bad Kissinger Baudenkmälern und ist unter der Nummer D-6-72-114-106 in der Bayerischen Denkmalliste registriert.

## Geschichte
Der zweigeschossige Mansarddachbau in Ecklage entstand in der zweiten Hälfte des 18. Jahrhunderts. Das heute Palais Erthal genannte Anwesen gehörte der nachweislich seit dem 15. Jahrhundert in Kissingen ansässigen Adelsfamilie von Erthal. Neben einer nicht mehr erhaltenen Stadtresidenz in der Nordwestecke des Altstadtgevierts (hinter dem von der Familie von Erthal eingerichteten Judenhof in der heutigen Bachstraße) besaß die Familie von Erthal am Standort des Palais Erthal einen Landsitz mit zugehörigem Garten.
Davon ist lediglich das Palais Erthal erhalten geblieben. Es war Bestandteil einer Hofanlage, die im späteren 19. Jahrhundert in eine Kurpension umgebaut wurde, zu der ein ebenfalls nicht mehr existenter, langgestreckter Garten mit mittlerer Baumallee gehörte.
Bis zum Ende der 1960er Jahre beherbergte das Anwesen die Bad Kissinger Stadtbücherei, die sich heute am Rathausplatz befindet, und danach das damalige Landbauamt. 
Von 1997 bis 2012 wurde das Palais Erthal durch seinen Pächter als Café umgebaut. Nachdem dieser Pächter das Café Kaiser in der Bad Kissinger Innenstadt übernommen hatte, wurde zunächst ein Pachtvertrag mit zwei Pächtern aus dem nahe gelegenen Bad Bocklet abgeschlossen, die dort bereits zwei Cafés betrieben. Nachdem der Pachtvertrag jedoch an den steigenden Kosten für die erforderliche Sanierung gescheitert war, verkaufte die Stadt Bad Kissingen das Gebäude an einem lokalen Bauunternehmer, der ab Herbst 2015 die erforderliche Sanierung durchführte. Im Jahr 2022 wurden die Bauarbeiten abgeschlossen. Am 21. Mai 2022 wurde ein Café mit Konditorei im Palais Erthal eröffnet.